# Rally Italia Sardegna
Rally Italia Sardegna (till och med 2010 hette tävlingen Rally d'Italia Sardegna) är en deltävling i rally-VM. 
Rally Italia Sardegna ingår sedan 2004 i FIA:s rally-VM. 
Tävlingen ersatte då Rallye Sanremo som den italienska VM-deltävlingen. Rallyt körs på vägar runt Porto Cervo på nordöstra Sardinien.

## Vinnare av Sardinienrallyt
| År   | Vinnare                           | Bil                   |                |
| ---- | --------------------------------- | --------------------- | -------------- |
| 2024 | Ott Tänak Martin Järveoja         | Hyundai i20 N Rally1  |                |
| 2023 | Thierry Neuville Martijn Wydaeghe | Hyundai i20 N Rally1  |                |
| 2022 | Ott Tänak Martin Järveoja         | Hyundai i20 N Rally1  |                |
| 2021 | Sébastien Ogier Julien Ingrassia  | Toyota Yaris WRC      |                |
| 2020 | Dani Sordo Carlos Del Barrio      | Hyundai i20 WRC       |                |
| 2019 | Dani Sordo Carlos Del Barrio      | Hyundai i20 WRC       |                |
| 2018 | Thierry Neuville Nicolas Gilsoul  | Hyundai i20 WRC       |                |
| 2017 | Ott Tänak Martin Järveoja         | Ford Fiesta RS WRC    |                |
| 2016 | Thierry Neuville Nicolas Gilsoul  | Hyundai i20 WRC       |                |
| 2015 | Sébastien Ogier Julien Ingrassia  | Volkswagen Polo R WRC |                |
| 2014 | Sébastien Ogier Julien Ingrassia  | Volkswagen Polo R WRC |                |
| 2013 | Sébastien Ogier Julien Ingrassia  | Volkswagen Polo R WRC |                |
| 2012 | Mikko Hirvonen Jarmo Lehtinen     | Citroën DS3 WRC       |                |
| 2011 | Sébastien Loeb Daniel Elena       | Citroën DS3 WRC       |                |
| 2010 | Inget VM-rally                    | Inget VM-rally        | Inget VM-rally |
| 2009 | Jari-Matti Latvala Miikka Anttila | Ford Focus RS WRC     |                |
| 2008 | Sébastien Loeb Daniel Elena       | Citroën C4 WRC        |                |
| 2007 | Marcus Grönholm Timo Rautiainen   | Ford Focus RS WRC     |                |
| 2006 | Sébastien Loeb Daniel Elena       | Citroën Xsara WRC     |                |
| 2005 | Sébastien Loeb Daniel Elena       | Citroën Xsara WRC     |                |
| 2004 | Petter Solberg Phil Mills         | Subaru Impreza WRC    |                |